# Tamatam
Tamatam  es un municipio de Estados Federados de Micronesia, en el estado de Chuuk.